# Цапко Виктор Михайлович
Цапко Виктор Михайлович — украинский художник. Родился в 1956 году в селе Верхние Серогозы Херсонской области. Детские и юношеские годы прошли в Хмельницкой в селе Волица-Полевая. Начальную профессиональную подготовку получил в Херсоне (10-ти месячные курсы художника-оформителя), а также изучения в доме культуры, и труд художником на хлопчато-бумажном комбинате. В 1979 году поступил в Одесское художественное училище им. М. Б. Грекова, которое окончил с отличием. Получил направление на Черкасский художественно-оформительский комбинат (1983—1986). С 1998 года по 2006 жил в Канаде (г. Торонто). С 2008 года живёт и творчески работает на Полтавщине в селе Великий Перевоз.

## Биография

#### Выдержка из автобиографии
«Родился я в Херсонской области, в селе Верхние Серогозы. Когда мне было четыре года, родители переехали в Хмельницкую область, в село Волыца-Полевая. Учителей живописи в селе не было, я учился самостоятельно, что то срисовывал. После армии учился в Одесском художественном училище им. Грекова. После училища работал три года в художественном комбинате. Решив повысить квалификацию, поехал в Санкт-Петербург, где общался с такими известными художниками, как Феодосий Гуменюк, Леонид Кулибаба, Николай Домошенко и др. В Санкт-Петербурге я учился в студии Василия Ильича Суворова.

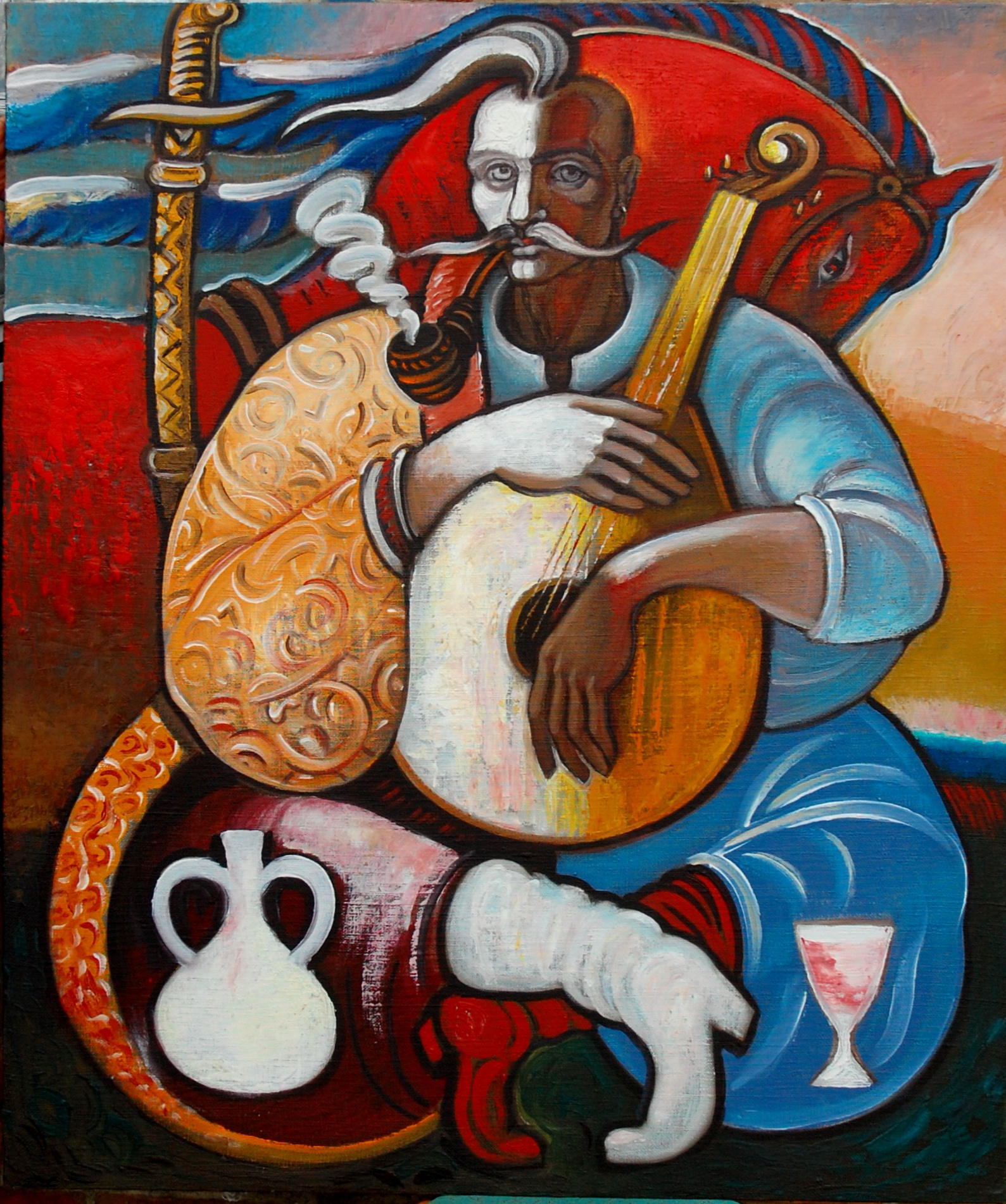
Фото картины Виктора Цапко „Казак Мамай“, 2014 г.

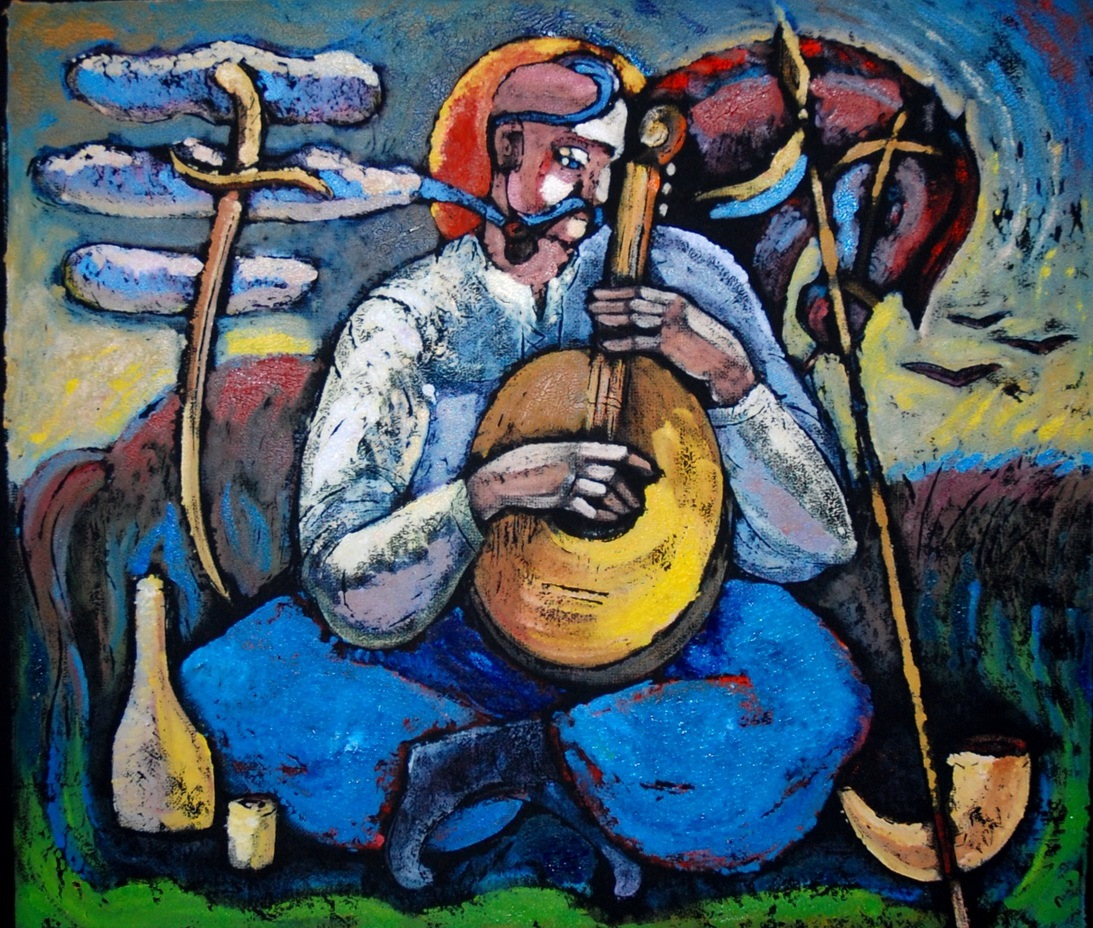
Фото картины Виктора Цапко „Казак-бандурист“, 2013 г.

В 1996 году, с лёгкой руки Феодосия Гуменюка, который рекомендовал нам (мне, Анатолию Дручило и Ульяне Гуменюк) вместе съездить в Торонто, провёл там выставку. В Торонто расположена наибольшая из канадских украинских галерей „KUMF“. В этой галерее выставлялось более 100 украинских художников, среди которых И.Марчук, Ф. Гуменюк. Мне тоже повезло там выставляться. С того времени я довольно удачно вписался в украинскую диаспору в Канаде, общался с другими художниками, имел там пять персональных выставок. Ещё я выставлялся в Америке, в Детройте, где тоже много украинцев. Я жил в Канаде с 1998 года. Но, как не пафосно это звучит, Украина перетянула, и с 2008 года я проживаю в селе Большой Перевоз, Полтавской области. Мне почему-то интереснее тут, в Украине, с её чудесными людьми. Соседи по даче у меня такие знаменитые художники, как Геменюк Феодосий, Бовкун Владимир, Бородай Александр, Бабак Александр. У меня под боком не только речка и красивые пейзажи, но ещё и круг общения. Уже третий раз участвую в „Мамай-фесте“, который проходит в Днепродзержинске. В Запорожском художественном музее тоже есть мои работы. Продолжаю работать».

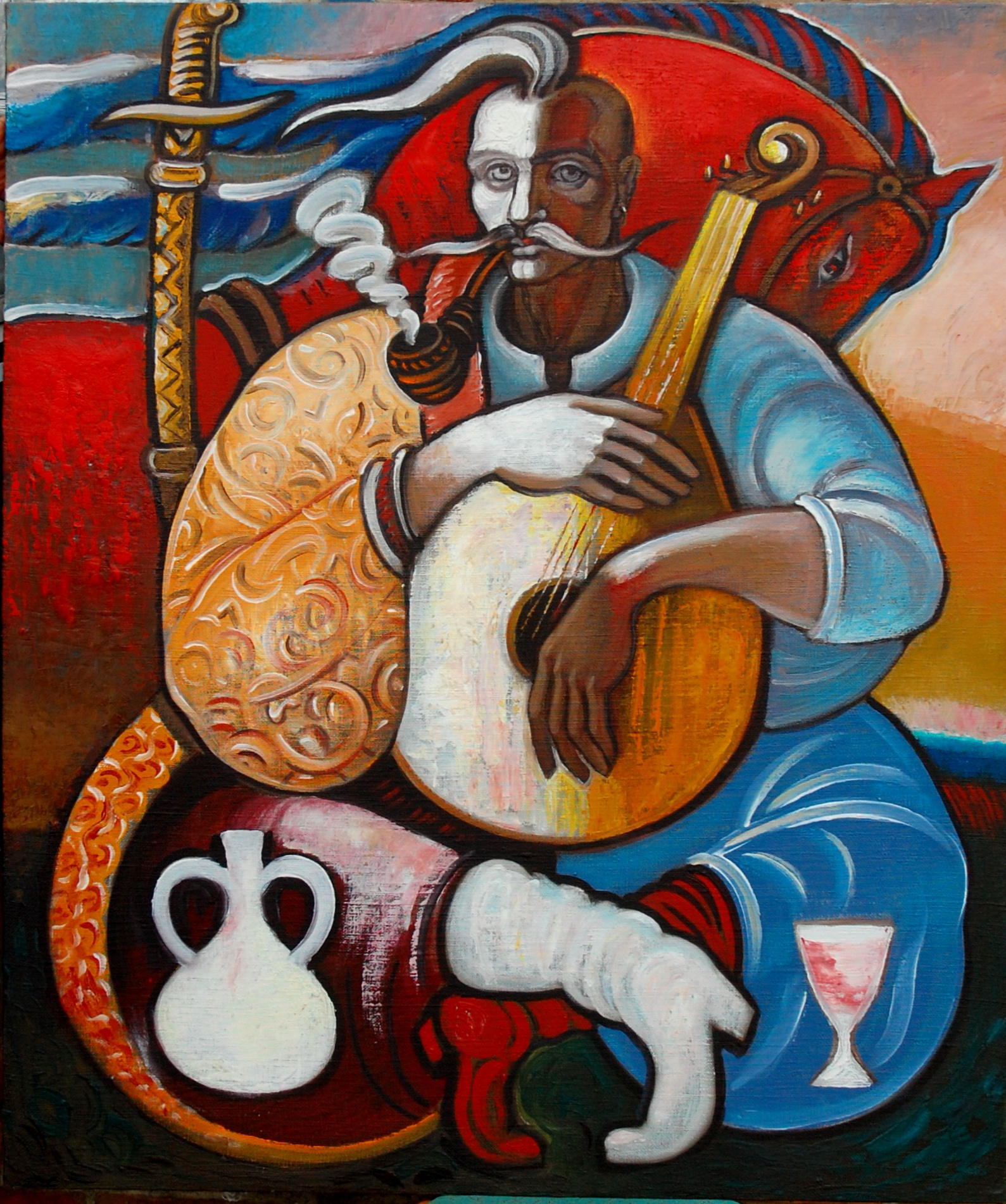
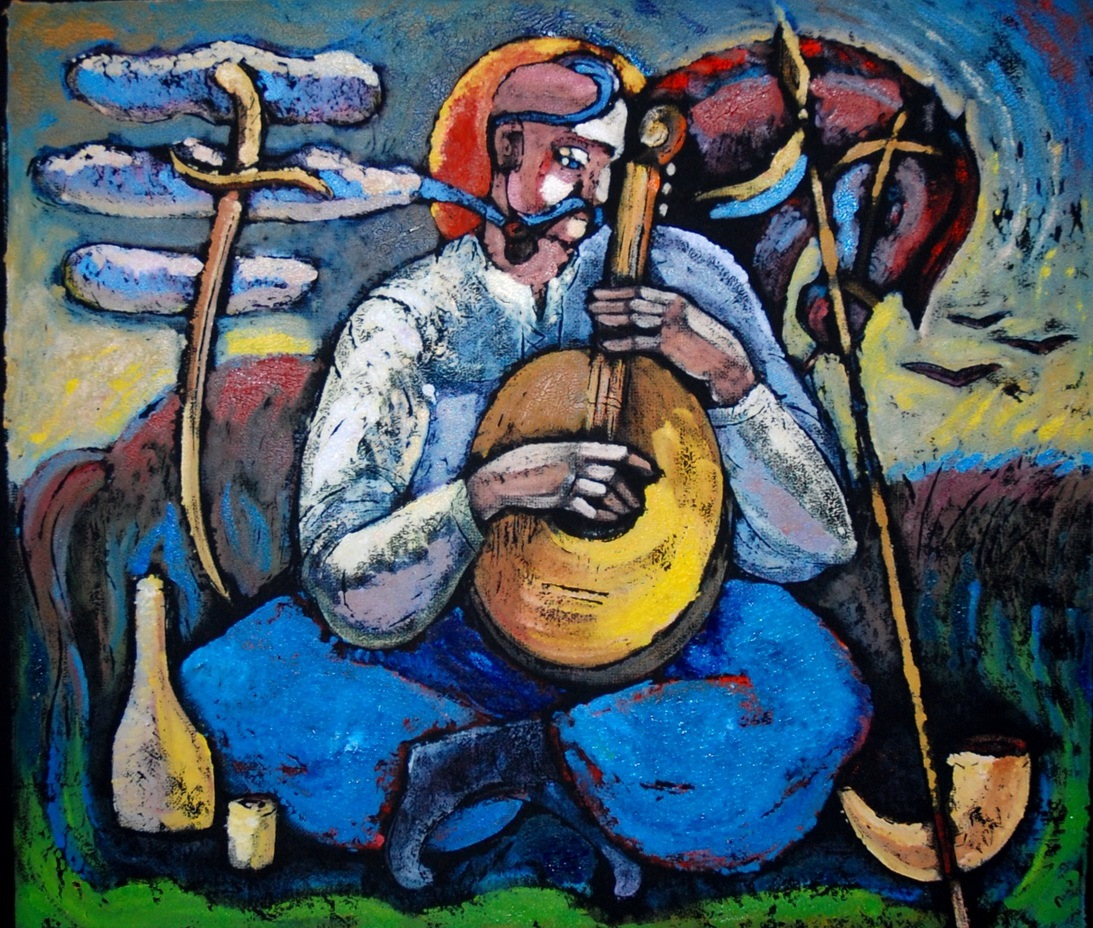
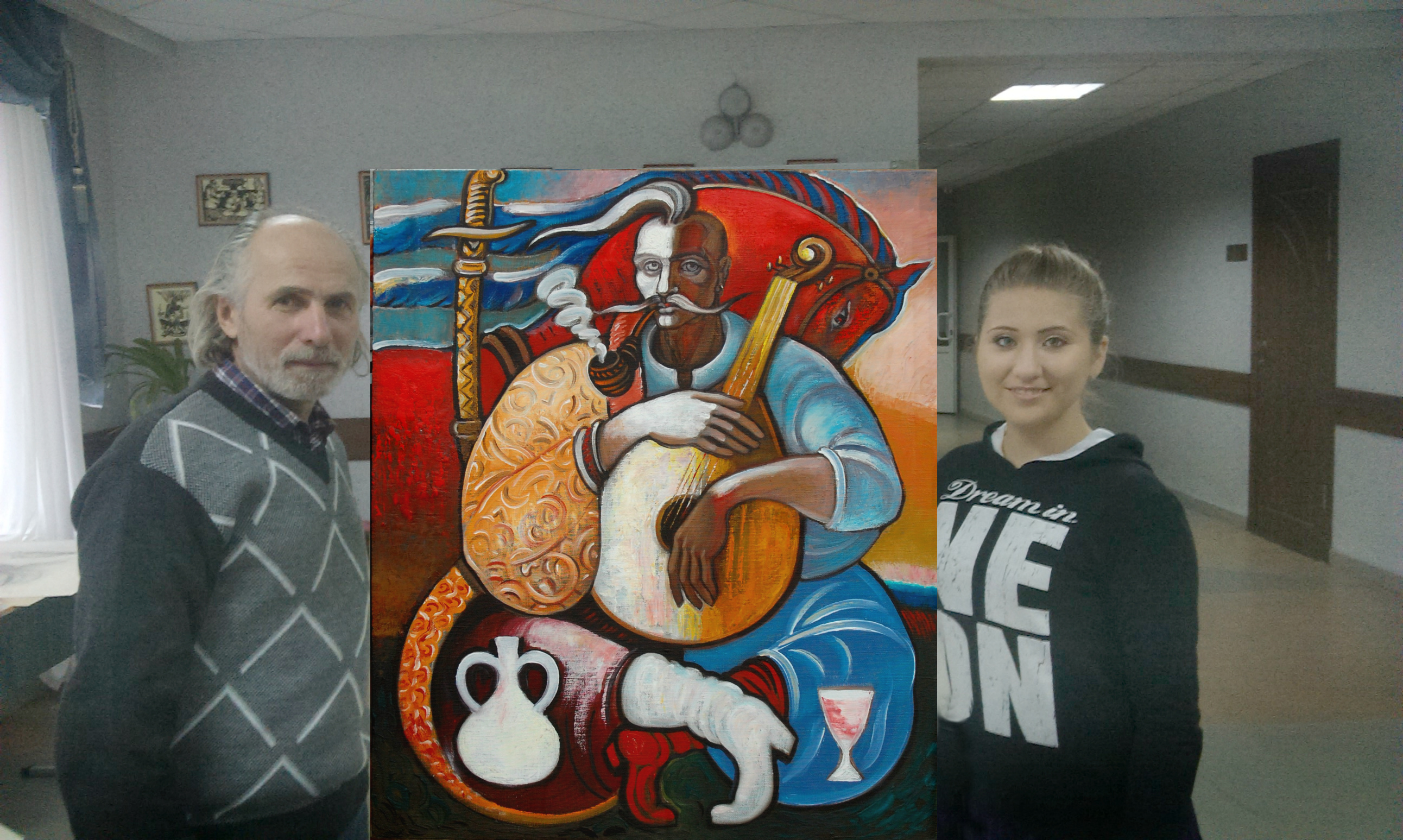
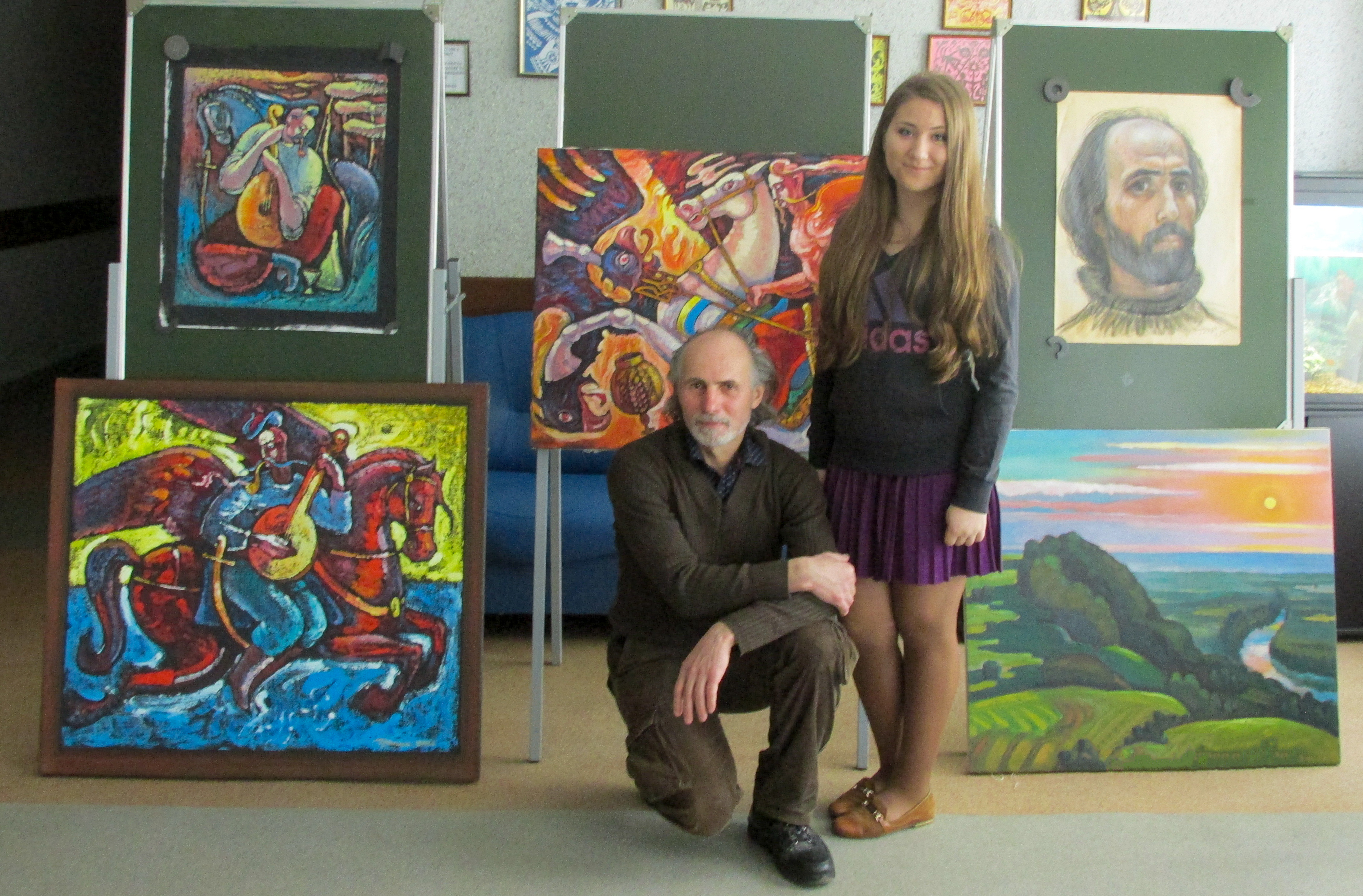